# Verse (protocole)
Pour les articles homonymes, voir Verse (homonymie).
 (février 2023).
Si vous disposez d'ouvrages ou d'articles de référence ou si vous connaissez des sites web de qualité traitant du thème abordé ici, merci de compléter l'article en donnant les références utiles à sa vérifiabilité et en les liant à la section « Notes et références ».
 (février 2023).
Verse est un protocole réseau permettant à plusieurs applications de partager des données et d'agir dessus comme une seule grande entité. Si une application change une donnée partagée, le changement est instantanément distribué à toutes les applications intéressées.

## Description
Ce protocole simple permet à n'importe qui d'écrire des composants et des applications compatibles avec celui-ci. Le protocole est construit pour permettre la communication entre deux entités mais il est généralement utilisé comme protocole client/serveur, avec un serveur agissant comme un répartiteur permettant à plusieurs clients de partager la même donnée. Dans ce cas le serveur stocke une copie maîtresse afin de garder cette donnée persistante et permettre à des utilisateurs de pouvoir souscrire à celle-ci pour connaître les modifications qui y ont été effectuées.
Le format de donnée utilisé par ce protocole est un format simple d'utilisation et qui n'est pas spécifique à une application. Malgré cette simplicité il offre des caractéristiques avancées telles que la subdivision d'un maillage représentant un objet 3D, les arbres d'ombrage (shader trees), les niveaux de détails dynamiques et les textures 3D. Ce protocole peut être utilisé par des applications collaboratives, pour des applications 2D/3D, pour le design de jeux vidéo, pour le calcul de trajectoire d'objets mobiles.
Ce protocole est accessible par une simple API écrite en langage C et toutes les applications utilisant cette API travailleront automatiquement avec n'importe quelle autre application l'utilisant aussi.

## Applications utilisant Verse
Une version du logiciel de modélisation 3D Blender a été créée afin de permettre à plusieurs artistes de travailler ensemble (en temps réel) sur la modélisation d'un objet ou d'une scène 3D.
Un greffon de GIMP permet à plusieurs personnes connectées en réseau local ou par internet de dessiner dans la même image.